# Datenlizenz Deutschland
Die Datenlizenz Deutschland ist eine inzwischen in zwei Versionen und jeweils zwei Varianten vorliegende Lizenz für Datensätze, die unter anderem von GovData, einem Projekt der FITKO (Föderale IT-Kooperation), genutzt wird.

## Anwendung
Offene allgemeine Verwaltungsdaten sollen nach der Festlegung des politischen Steuerungsgremiums von Bund und Ländern in Deutschland, dem IT-Planungsrat, vom Juni 2018 über das formal standardisierte Metadatenmodell DCAT-AP.de ausgetauscht werden. DCAT ist die Abkürzung für Data Catalog Vocabulary (zu Deutsch „Datenkatalog Vokabular“) und dient zur Beschreibung von Datenkatalogen und ihren Inhalten. Auf Initiative der Europäischen Kommission wurde das entsprechende Anwendungsprofil (englisch: „Application Profile“, abgekürzt AP) entwickelt. In den Metadaten des Standards DCAT-AP.de kann die Datenlizenz Deutschland genutzt werden, sie kann aber auch in anderen Metadatenschemata eingesetzt werden.
Die Datenlizenz Deutschland wird von verschiedenen Behörden eingesetzt, wie zum Beispiel für die der Öffentlichkeit zur Verfügung gestellten Daten und Statistiken des Kraftfahrt-Bundesamtes.

## Versionen
Die Version 1.0 mit den Varianten „Namensnennung“ sowie „Namensnennung, nicht-kommerzielle Nutzung“ gilt als veraltet und wird nicht mehr weiterentwickelt.
Die aktuelle Version umfasst die beiden Varianten „Namensnennung“ (dl-by-de/2.0), die die Nennung des Datenbereitstellers bzw. der Datenbereitstellerin verlangt, und „Zero“ (dl-zero-de/2.0), was die einschränkungslose Weiterverwendung der Daten erlaubt.